# Uqturpan

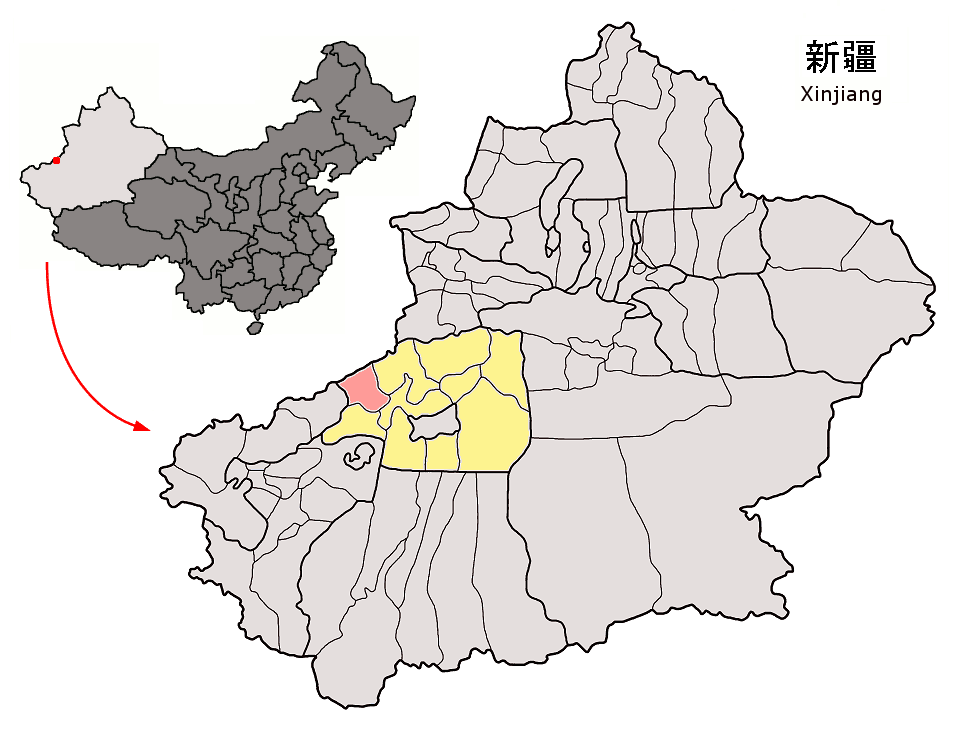
Localização de Uqturpan em Sinquião.

Uqturpan (em uigur), também conhecida como Wushi, é uma cidade em Sinquião, no noroeste da China, a oeste de Aksu. Localizada na variante terrestre da Rota da Seda que passa pelo sopé sul da cordilheira de Tian Shan e ao norte da Bacia do Tarim.